# Epicoma anisozyga
Epicoma anisozyga är en fjärilsart som beskrevs av Turner. Epicoma anisozyga ingår i släktet Epicoma och familjen tandspinnare. Inga underarter finns listade i Catalogue of Life.